# Pomerol
Pomerol är en appellation och vinkommun i vinregionen Bordeaux. Den ligger norr om floden Dordogne, främst i kommunen Pomerol men även i delar av Libourne och Lalande-de-Pomerol. Området är tillsammans med Saint-Émilion känt för väldigt exklusiva rödviner, där - till skillnad från i Médoc - druvan Merlot dominerar. Pomerolvinerna brukar beskrivas som något kraftigare i stilen än Saint-Émilionvinerna.
Appellationen Pomerol omfattar 800 hektar, och gränsar i öster till Saint-Émilion och i norr till Lalande-de-Pomerol, som gör liknande viner som Pomerol.
Pomerol har, till skillnad från övriga traditionella prestigeappellationer i vinregionen Bordeaux, ingen officiell klassificering. Den mest kända egendomen i Pomerol är Château Pétrus.